# Rádio Liberal Globo
Rádio Liberal Globo foi uma emissora de rádio brasileira sediada em Belém, capital do estado do Pará. Operava no dial AM, na frequência 900 kHz, e era afiliada à Rádio Globo. A emissora pertencia ao Sistema Liberal de Rádio, subsidiária do Grupo Liberal que administra as emissoras de rádio do grupo.

## História
A emissora entrou no ar em 6 de outubro de 1960 como Rádio Difusora, sendo de propriedade do então governador do Pará, o general Moura Carvalho. Em 1970, foi vendida ao empresário e jornalista Rômulo Maiorana, passando a fazer parte do Grupo Liberal e mudando de nome para Rádio Liberal.
Em 2 de junho de 2010, a rádio deixa de operar na frequência 1330 kHz e migra para os 900 kHz, passando a ser afiliada à Rádio Globo e mudando de nome para Rádio Liberal Globo, além de operar com um novo transmissor de maior potência, passando a ter um melhor sinal e maior abrangência.
Em 28 de janeiro de 2011, a emissora desfaz sua parceria com a Rádio Globo e tem sua programação extinta para dar lugar à Rádio O Liberal CBN, que por sua vez operava no dial FM 90.5 MHz e deu lugar a Lib Music FM.